# Полинежани
Полинежани (неправилно Полинезијци) су група сродних домородачких народа Полинезије и делова Меланезије и Микронезије, који говоре полинежанским језицима.

## Порекло
Анализе ДНК су показале да су Полинежани, укључујући Тонганце, Самоанце, Тахићане, Маоре, Хавајце, становнике Кукових, Маркиских и других острва, генетички повезани са прастановништвом југоисточне Азије, укључујући становнике Тајвана.

## Начин живота
Важе за добре поморце. На пучини се оријентишу уз помоћ Сунца, Месеца, звезда и ветрова а још од давнина су правили карте на којима су правилно обележавали морске струје и приближно тачно уносили распоред неких архипелага и острва. Они су и добри рибари а у пецању се служе и псима. Храну припремају између загрејаног камења и пију интересантан напитак кава-кава од палминог сока и бибера.
Куће су им од дрвета или трске, кровови од лишћа или биљних влакана, а украшавају их резбарењем или бојењем. Одећа им је од траве, биљних влакана и тапу.
Друштвени живот је прилично слободан а основна религија је анимизам.

## Народи
Полинежански народи:
Источна Полинезија
- Хавајци или Канака Маоли: Хаваји - 140.000 (када се укључе људи мешаног порекла 400.000)
- Тахићани или Маохи: Тахити - 120.000 (када се укључе људи мешаног порекла  250.000+)
- Маори са Кукових острва: Кукова Острва - 98.000+ (укључујући резиденте Новог Зеланда и Аустралије)
- Маори:  Нови Зеланд - 790.000 (укључујући људе мешаног порекла)
- Мориори: Чатамска острва - 738 (према резултатима пописа становништва Новог Зеланда 2013)
- Рапанујци: Ускршње острво (или острво Рапа Нуи) - ~5.000 (укључујући људе мешаног порекла и оне који живе у Чилеу)
- Тубуајци или Аустралци: Тубуајска Острва, део Острва Аустрал
- Мангаревци: Острва Гамбје
- Туамочани: Архипелаг Туамоту
- Маркижани: Маркиска Острва

Западна Полинезија
- Самоанци: Самоа, Америчка Самоа - 249.000 (у свим земљама: 400,000+)
- Тонганци: Тонга - 104.000 (у свим земљама: 150.000+)
- Тувалуанци: Тувалу - 10.000
- Токелауци: Токелау
- Нијујци: Нијуе - ~20.000-25.000 (велика већина живи на Новом Зеланду)
- Увејци (или Валишани) (острво Валис) и Футунци (острва Футуна и Алофи): Валис и Футуна

Други делови Океаније
- Капингамарангијци и Нукуоројци: Савезне Државе Микронезије
- Нугуријанци, Нукуманујци и Такујци: Папуа Нова Гвинеја
- Анутијци, Аваики (на острвима Белона и Ренел), Онтонг Џаванци, Сикајанци, Тикопијци и Ваеакау-Таумако (или Пилени): Соломонова Острва
- Емаејци, Мелејци, Западни Футунци (острва Западна Футуна и Анива): Вануату
- Фагаувејци: Нова Каледонија